# Highland, Wisconsin
Highland là một làng thuộc quận Iowa, tiểu bang Wisconsin, Hoa Kỳ. Năm 2006, dân số của làng này là 855 người.